# Paganese Calcio 1926 2016-2017
Questa voce raccoglie le informazioni riguardanti la Paganese Calcio 1926 nelle competizioni ufficiali della stagione 2016-2017.

## Stagione
Nella stagione 2016-2017 la Paganese disputa il girone C del campionato di Lega Pro, ottiene sul campo 51 punti, ma ne deve scontare uno di penalizzazione, sufficienti comunque a raggiungere il nono posto e quindi anche i Play-off. Nei quali viene subito eliminata (2-0) dal Cosenza. Allenata da Gianluca Grassadonia la Paganese raccoglie 22 punti nel girone di andata e 29 nel girone di ritorno. Il brasiliano Reginaldo risulta il miglior realizzatore di stagione, avendo firmato 11 reti in campionato. Nella Coppa Italia di Lega Pro gli azzurri disputano il girone M di qualificazione, vincendo (0-1) a Reggio Calabria, ma poi perdono in casa (0-2) con la Vibonese che passa il turno.

## Divise e sponsor
Lo sponsor tecnico per la stagione 2016-2017 è Legea. Lo sponsor ufficiale è Vitale.
| Casa | Trasferta | Terza divisa | Portiere |

## Rosa
| N. |                    | Ruolo | Calciatore                    |
| -- | ------------------ | ----- | ----------------------------- |
| 1  | Italia (bandiera)  | P     | Vincenzo Marruocco (capitano) |
| 2  | Italia (bandiera)  | C     | Giulio Carotenuto             |
| 3  | Italia (bandiera)  | C     | Giovanni Della Corte          |
| 4  | Italia (bandiera)  | D     | Luigi Silvestri               |
| 4  | Italia (bandiera)  | D     | Luigi Carillo                 |
| 5  | Italia (bandiera)  | C     | Manolo Pestrin                |
| 6  | Italia (bandiera)  | D     | Davide Mansi                  |
| 7  | Italia (bandiera)  | A     | Gabriele Zerbo                |
| 8  | Brasile (bandiera) | A     | Reginaldo                     |
| 9  | Italia (bandiera)  | A     | Antimo Iunco                  |
| 9  | Italia (bandiera)  | A     | Mauro Bollino                 |
| 10 | Italia (bandiera)  | C     | Francesco Deli                |
| 10 | Italia (bandiera)  | A     | Marco Firenze                 |
| 11 | Italia (bandiera)  | A     | Emanuele Cicerelli            |
| 12 | Italia (bandiera)  | P     | Giuseppe Coppola              |
| 13 | Italia (bandiera)  | D     | Raffaele Alcibiade            |
| 14 | Panama (bandiera)  | A     | Eric Herrera                  |
| 15 | Italia (bandiera)  | D     | Leonardo Longo                |
| 16 | Italia (bandiera)  | C     | Gennaro Cavaliere             |
| 16 | Italia (bandiera)  | D     | Ivan De Santis                |

| N. |                      | Ruolo | Calciatore         |
| -- | -------------------- | ----- | ------------------ |
| 17 | Italia (bandiera)    | C     | Mariano Bernardini |
| 18 | Italia (bandiera)    | A     | Samuele Parlati    |
| 19 | Italia (bandiera)    | A     | Simone Caruso      |
| 20 | Italia (bandiera)    | A     | Raffaele Stoia     |
| 21 | Italia (bandiera)    | C     | Simone Festa       |
| 22 | Romania (bandiera)   | P     | Andrei Chiriac     |
| 22 | Senegal (bandiera)   | P     | Lys Gomis          |
| 23 | Italia (bandiera)    | D     | Giuseppe Picone    |
| 24 | Italia (bandiera)    | C     | Luca Tagliavacche  |
| 25 | Italia (bandiera)    | D     | Stefano Dicuonzo   |
| 25 | Italia (bandiera)    | C     | Vincenzo Carrotta  |
| 26 | Italia (bandiera)    | A     | Ciro Sburlino      |
| 27 | Italia (bandiera)    | C     | Stefano Maiorano   |
| 27 | Italia (bandiera)    | C     | Simone Tascone     |
| 28 | Argentina (bandiera) | C     | Juan Mauri         |
| 29 | Italia (bandiera)    | A     | Marzio Celiento    |
| 29 | Argentina (bandiera) | D     | Franco Gorzelewski |
| 30 | Italia (bandiera)    | D     | Vincenzo Camilleri |
| 30 | Italia (bandiera)    | P     | Luca Liverani      |
| 31 | Brasile (bandiera)   | D     | Filipe             |

## Calciomercato

### Sessione estiva(dal 01/07 al 7/09)[4]
| Acquisti | Acquisti             | Acquisti          | Acquisti                                          |
| R.       | Nome                 | da                | Modalità                                          |
| -------- | -------------------- | ----------------- | ------------------------------------------------- |
| P        | Andrei Chiriac       | Modena            | prestito                                          |
| P        | Gianluca Micale      | Foggia            | svincolato                                        |
| P        | Rocco Novelli        | Gelbison          | fine prestito                                     |
| D        | Raffaele Alcibiade   |                   | svincolato                                        |
| D        | Giovanni Della Corte | Pontedera         | prestito                                          |
| D        | Stefano Dicuonzo     |                   | svincolato                                        |
| D        | Francesco Di Massa   | Nocerina          | fine prestito                                     |
| D        | Leonardo Longo       | Catanzaro         | prestito                                          |
| D        | Davide Mansi         | Paganese          | prestito                                          |
| D        | Giuseppe Picone      | Alessandria       | prestito                                          |
| D        | Luigi Silvestri      | Siena             | definitivo                                        |
| C        | Gennaro Cavaliere    | Monteruscello     | definitivo                                        |
| C        | Francesco De Feo     | Pomigliano        | fine prestito                                     |
| C        | Stefano Maiorano     |                   | svincolato                                        |
| C        | Juan Mauri           | Milan             | prestito                                          |
| C        | Manolo Pestrin       |                   | svincolato                                        |
| C        | Luca Tagliavacche    | Pro Vercelli      | prestito                                          |
| A        | Simone Caruso        | Catanzaro         | prestito                                          |
| A        | Marzio Celiento      | Lumezzane         | definitivo                                        |
| A        | Eric Herrera         | Lecce             | prestito con diritto di riscatto e controriscatto |
| A        | Samuele Parlati      | Ascoli            | prestito                                          |
| A        | Reginaldo            |                   | svincolato                                        |
| A        | Ciro Sburlino        | Pianese           | fine prestito                                     |
| A        | Gabriele Zerbo       | Concordia Chiajna | definitivo                                        |

| Cessioni | Cessioni           | Cessioni        | Cessioni      |
| R.       | Nome               | a               | Modalità      |
| -------- | ------------------ | --------------- | ------------- |
| P        | Gianluca Micale    |                 | svincolato    |
| P        | Rocco Novelli      |                 | svincolato    |
| D        | Davide Borsellini  | Udinese         | definitivo    |
| D        | Antonio Bocchetti  |                 | fine carriera |
| D        | Francesco Di Massa |                 | svincolato    |
| D        | Mirko Esposito     | Crotone         | fine prestito |
| D        | Kevin Magri        | L.R. Vicenza    | fine prestito |
| D        | Paolo Parente      | Casale          | prestito      |
| D        | Filippo Penna      | Virtus Lanciano | fine prestito |
| D        | Marco Schiavino    | Vultur Rionero  | svincolato    |
| D        | Ciro Sirignano     | Santarcangelo   | definitivo    |
| D        | Ravy Tsouka        | Crotone         | fine prestito |
| C        | Imperio Carcione   | Catanzaro       | definitivo    |
| C        | Andrea Cassata     | FC Francavilla  | prestito      |
| C        | Nicolò Corticchia  | L.R. Vicenza    | fine prestito |
| C        | Francesco De Feo   | Gelbison        | prestito      |
| C        | Antonio Grillo     | Salernitana     | svincolato    |
| C        | Simone Guerri      | Siena           | definitivo    |
| C        | Luca Palmiero      | Napoli          | fine prestito |
| A        | Antonio Caccavallo | Salernitana     | svincolato    |
| A        | Evangelista Cunzi  | Catanzaro       | svincolato    |
| A        | Pasquale De Vita   | Trapani         | fine prestito |
| A        | Vincenzo Tommasone | Inter           | fine prestito |
| A        | Maurizio Vella     |                 | svincolato    |

### Operazioni tra le due sessioni
| Acquisti | Acquisti           | Acquisti | Acquisti   |
| R.       | Nome               | da       | Modalità   |
| -------- | ------------------ | -------- | ---------- |
| D        | Vincenzo Camilleri |          | svincolato |
| A        | Antimo Iunco       |          | svincolato |

| Cessioni | Cessioni | Cessioni | Cessioni |
| R.       | Nome     | a        | Modalità |
| -------- | -------- | -------- | -------- |

### Sessione invernale(dal 03/01 al 31/01)
| Acquisti | Acquisti           | Acquisti    | Acquisti   |
| R.       | Nome               | da          | Modalità   |
| -------- | ------------------ | ----------- | ---------- |
| P        | Lys Gomis          | Lecce       | prestito   |
| P        | Luca Liverani      | Salernitana | definitivo |
| D        | Luigi Carillo      | Akragas     | definitivo |
| D        | Ivan De Santis     | Milan       | prestito   |
| D        | Filipe             | Juventus    | prestito   |
| D        | Franco Gorzelewski | Huracán     | svincolato |
| C        | Vincenzo Carrotta  | Akragas     | prestito   |
| C        | Simone Tascone     | Genoa       | prestito   |
| A        | Mauro Bollino      | Taranto     | prestito   |
| A        | Marco Firenze      | Crotone     | prestito   |

| Cessioni | Cessioni           | Cessioni    | Cessioni      |
| R.       | Nome               | a           | Modalità      |
| -------- | ------------------ | ----------- | ------------- |
| P        | Andrei Chiriac     | Modena      | fine prestito |
| D        | Vincenzo Camilleri | Teramo      | definitivo    |
| D        | Stefano Dicuonzo   | Racing Roma | definitivo    |
| D        | Luigi Silvestri    | Vibonese    | definitivo    |
| C        | Gennaro Cavaliere  |             | svincolato    |
| C        | Francesco Deli     | Foggia      | prestito      |
| C        | Stefano Maiorano   | Taranto     | definitivo    |
| A        | Marzio Celiento    | Cavese      | svincolato    |
| A        | Antimo Iunco       | Cittadella  | svincolato    |

## Risultati

### Lega Pro

#### Girone di andata
| Arbitro: | De Angeli (Abbiategrasso) |

|           |           |               |
| Zerbo 70’ | Marcatori | 85’ Albertini |

| Arbitro: | Panarese (Lecce) |

|                             |           |               |
| Armellino 9’ Strambelli 10’ | Marcatori | 50’ Cicerelli |

| Arbitro: | Proietti (Terni) |

|  |           |             |
|  | Marcatori | 88’ Orlando |

| Arbitro: | Maggioni (Lecco) |

|                      |           |  |
| Fall 15’ Mancino 44’ | Marcatori |  |

| Arbitro: | Mastrodonato (Molfetta) |

|  |           |                        |
|  | Marcatori | 11’ Deli 25’ Reginaldo |

| Arbitro: | Pasciuta (Agrigento) |

|  |           |                          |
|  | Marcatori | 58’ Montini 71’ Esposito |

| Arbitro: | Amabile (Vicenza) |

|  |           |                    |
|  | Marcatori | 27’ Deli 82’ Longo |

| Arbitro: | Meleleo (Casarano) |

|                                     |           |  |
| Reginaldo 7’ Alcibiade 43’ Deli 79’ | Marcatori |  |

| Arbitro: | Camplone (Pescara) |

|                        |           |               |
| Baclet 68’ Mungo 90+1’ | Marcatori | 63’ Cicerelli |

| Arbitro: | Perotti (Legnano) |

|               |           |                     |
| Camilleri 68’ | Marcatori | 5’ Ripa 48’ Izzillo |

| Arbitro: | Chindemi (Viterbo) |

|                            |           |               |
| Paolucci 68’ Biagianti 83’ | Marcatori | 65’ Reginaldo |

| Arbitro: | Schirru (Nichelino) |

|                           |           |  |
| Reginaldo 3’ Maiorano 48’ | Marcatori |  |

| Arbitro: | Dionisi (L'Aquila) |

|               |           |          |
| Camilleri 43’ | Marcatori | 6’ Sarno |

| Arbitro: | Zufferli (Udine) |

|                                              |           |             |
| Dicuonzo 8’ (aut.) Albadoro 23’ Tiscione 62’ | Marcatori | 6’ Celiento |

| Arbitro: | Nicoletti (Catanzaro) |

|                           |           |  |
| Herrera 16’ Reginaldo 68’ | Marcatori |  |

| Vibo Valentia 3 dicembre 2016, ore 14:30 CET 16ª giornata | Vibonese                 | 0 – 0 referto | Paganese | Stadio Luigi Razza (646 spett.)\| Arbitro: \| Pashuku (Albano Laziale) \| |
| Arbitro:                                                  | Pashuku (Albano Laziale) |               |          |                                                                           |

| Arbitro: | Detta (Mantova) |

|               |           |              |
| Reginaldo 64’ | Marcatori | 84’ Scardina |

| Arbitro: | Giua (Olbia) |

|                              |           |               |
| Lepore 36’, 57’ Caturano 43’ | Marcatori | 52’ Reginaldo |

| Arbitro: | Pietropaolo (Modena) |

|                                |           |              |
| Camilleri 3’ Kosnić 32’ (aut.) | Marcatori | 68’ Possenti |

#### Girone di ritorno
| Arbitro: | Viotti (Tivoli) |

|                         |           |  |
| Abate 55’ Pastore 90+3’ | Marcatori |  |

| Arbitro: | Paolini (Ascoli Piceno) |

|             |           |              |
| Herrera 63’ | Marcatori | 38’ Ingrosso |

| Arbitro: | Capone (Palermo) |

|                            |           |  |
| Ciotola 54’ De Filippo 75’ | Marcatori |  |

| Arbitro: | D'Ascanio (Ancona) |

|                      |           |               |
| Reginaldo 85’ (rig.) | Marcatori | 56’ Tartaglia |

| Arbitro: | Meraviglia (Pistoia) |

|             |           |                      |
| Firenze 27’ | Marcatori | 3’ Zanini 81’ Icardi |

| Arbitro: | Provesi (Treviglio) |

|  |           |                               |
|  | Marcatori | 16’ Cicerelli 31’ Della Corte |

| Arbitro: | Curti (Milano) |

|                           |           |  |
| Alcibiade 30’ Firenze 41’ | Marcatori |  |

| Arbitro: | Capraro (Cassino) |

|  |           |                                         |
|  | Marcatori | 5’ Tascone 11’, 26’ Firenze 59’ Bollino |

| Arbitro: | Ayroldi (Molfetta) |

|               |           |            |
| De Santis 44’ | Marcatori | 18’ Baclet |

| Arbitro: | Pagliardini (Arezzo) |

|  |           |             |
|  | Marcatori | 55’ Bollino |

| Arbitro: | Zufferli (Udine) |

|                           |           |               |
| Alcibiade 37’ Firenze 72’ | Marcatori | 54’ Di Grazia |

| Arbitro: | Andreini (Forlì) |

|  |           |                                                             |
|  | Marcatori | 9’ Firenze 45+1’ (rig.) Cicerelli 78’ Reginaldo 88’ Parlati |

| Arbitro: | Proietti (Terni) |

|                         |           |               |
| Mazzeo 3’, 51’ Deli 61’ | Marcatori | 81’ Cicerelli |

| Arbitro: | Carella (Bari) |

|                  |           |  |
| Firenze 33’, 73’ | Marcatori |  |

| Arbitro: | Paterna (Teramo) |

|                 |           |                           |
| Salvemini 90+4’ | Marcatori | 66’ (rig.), 86’ Reginaldo |

| Arbitro: | Natilla (Molfetta) |

|                      |           |         |
| Cicerelli 86’ (rig.) | Marcatori | 4’ Sowe |

| Arbitro: | Meleleo (Casarano) |

|                  |           |  |
| Catania 33’, 71’ | Marcatori |  |

| Arbitro: | Pasciuta (Agrigento) |

|            |           |             |
| Firenze 7’ | Marcatori | 75’ Doumbia |

| Arbitro: | De Santis (Lecce) |

|                                                        |           |                           |
| Bianchimano 11’ Coralli 12’ Maesano 74’ Tripicchio 86’ | Marcatori | 30’, 32’ Caruso 70’ Zerbo |

#### Play-off
| Arbitro: | Massimi (Termoli) |

|                |           |  |
| Mungo 49’, 70’ | Marcatori |  |

### Coppa Italia Lega Pro

#### Fase a gironi
| Squadra  | P.ti | G | V | N | P | GF | GS | DR |
| -------- | ---- | - | - | - | - | -- | -- | -- |
| Vibonese | 4    | 2 | 1 | 1 | 0 | 4  | 2  | +2 |
| Paganese | 3    | 2 | 1 | 0 | 1 | 1  | 2  | -1 |
| Reggina  | 1    | 2 | 0 | 1 | 1 | 2  | 3  | -1 |

| Arbitro: | Detta (Mantova) |

|  |           |                                  |
|  | Marcatori | 71’ (rig.) Saraniti 80’ Rossetti |

| Arbitro: | Luciano (Lamezia Terme) |

|  |           |              |
|  | Marcatori | 7’ Silvestri |

## Statistiche

### Statistiche di squadra
| Competizione          | Punti  | In casa | In casa | In casa | In casa | In casa | In casa | In trasferta | In trasferta | In trasferta | In trasferta | In trasferta | In trasferta | Totale | Totale | Totale | Totale | Totale | Totale | DR |
| Competizione          | Punti  | G       | V       | N       | P       | Gf      | Gs      | G            | V            | N            | P            | Gf           | Gs           | G      | V      | N      | P      | Gf     | Gs     | DR |
| --------------------- | ------ | ------- | ------- | ------- | ------- | ------- | ------- | ------------ | ------------ | ------------ | ------------ | ------------ | ------------ | ------ | ------ | ------ | ------ | ------ | ------ | -- |
| Lega Pro              | 50(-1) | 19      | 7       | 8       | 4       | 25      | 17      | 19           | 7            | 1            | 11           | 25           | 28           | 38     | 14     | 9      | 15     | 51     | 45     | +6 |
| Coppa Italia Lega Pro | 3      | 1       | 0       | 0       | 1       | 0       | 2       | 1            | 1            | 0            | 0            | 1            | 0            | 2      | 1      | 0      | 1      | 1      | 2      | -1 |
| Totale                | 53     | 20      | 7       | 8       | 5       | 25      | 19      | 20           | 8            | 1            | 11           | 26           | 28           | 40     | 12     | 7      | 16     | 52     | 47     | +5 |

### Andamento in campionato
| Giornata  | 1  | 2  | 3  | 4  | 5  | 6  | 7  | 8 | 9  | 10 | 11 | 12 | 13 | 14 | 15 | 16 | 17 | 18 | 19 | 20 | 21 | 22 | 23 | 24 | 25 | 26 | 27 | 28 | 29 | 30 | 31 | 32 | 33 | 34 | 35 | 36 | 37 | 38 |
| --------- | -- | -- | -- | -- | -- | -- | -- | - | -- | -- | -- | -- | -- | -- | -- | -- | -- | -- | -- | -- | -- | -- | -- | -- | -- | -- | -- | -- | -- | -- | -- | -- | -- | -- | -- | -- | -- | -- |
| Luogo     | C  | T  | C  | T  | T  | C  | T  | C | T  | C  | T  | C  | C  | T  | C  | T  | C  | T  | C  | T  | C  | T  | C  | C  | T  | C  | T  | C  | T  | C  | T  | T  | C  | T  | C  | T  | C  | T  |
| Risultato | N  | P  | P  | P  | V  | P  | V  | V | P  | P  | P  | V  | N  | P  | V  | N  | N  | P  | V  | P  | N  | P  | N  | P  | V  | V  | V  | N  | V  | V  | V  | P  | V  | V  | N  | P  | N  | P  |
| Posizione | 13 | 16 | 19 | 19 | 16 | 16 | 14 | 8 | 11 | 13 | 16 | 11 | 12 | 12 | 12 | 13 | 13 | 13 | 12 | 13 | 13 | 13 | 13 | 13 | 13 | 12 | 12 | 12 | 12 | 11 | 8  | 11 | 11 | 10 | 8  | 8  | 8  | 8  |

Legenda:

Luogo: C = Casa; T = Trasferta. Risultato: V = Vittoria; N = Pareggio; P = Sconfitta.